# Wereldtentoonstelling van 1878

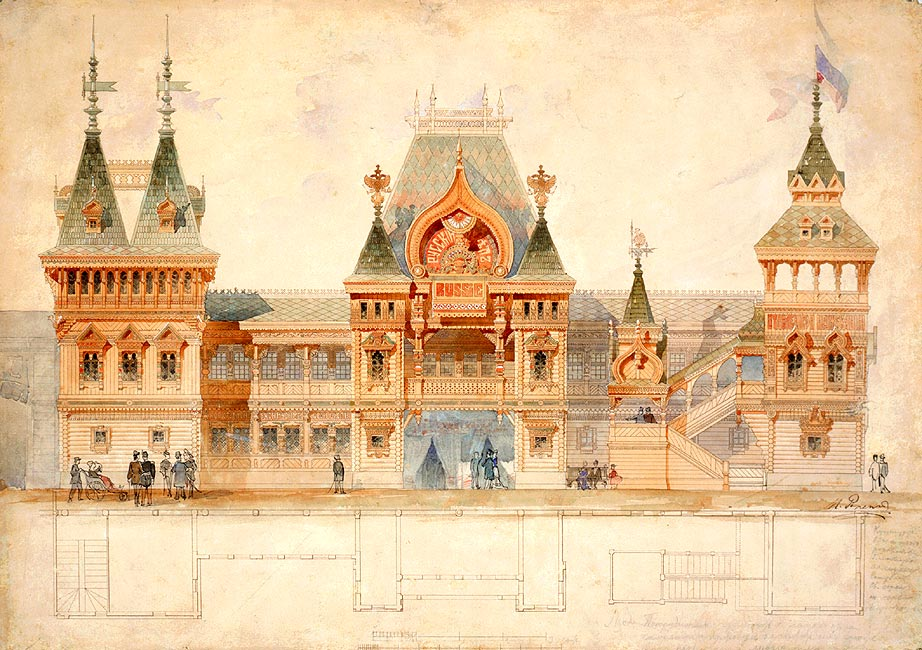
Ivan Ropets ontwerp voor Ruslands paviljoen tijdens de Exposition Universelle

De Exposition Universelle van 1878 was de derde wereldtentoonstelling die werd gehouden in Parijs. Het Bureau International des Expositions heeft de tentoonstelling achteraf erkend als de 7e universele wereldtentoonstelling. De tentoonstelling duurde van 1 mei tot 10 november 1878. De tentoonstelling was vooral ter viering van de wederopbouw van Frankrijk na de Frans-Duitse Oorlog.

## Voorbereidingen
De gebouwen en terreinen waar de tentoonstelling plaatsvond waren nog deels onvoltooid op de openingsdag, daar politieke problemen de Franse overheid ervan weerhielden veel aandacht te schenken aan de voorbereidingen. Op 1 juni, een maand na de officiële opening, was alles voltooid.
De meeste gebouwen en beelden op de tentoonstelling waren gemaakt van staff, een goedkoop materiaal dat alleen werd gebruikt voor tijdelijke bouwwerken. Het bestond uit jutevezels, pleister, en cement.
Op de rechteroever van de Seine werd het 'Palais du Trocadéro' gebouwd voor de tentoonstelling. Het was een "Moors" bouwwerk met torens van 76 meter hoog. Het gebouw bleef tot 1935 staan.
De tentoonstelling werd verlicht door elektrische booglampen, voorzien van stroom door Zénobe Grammes dynamo’s..

## Omvang

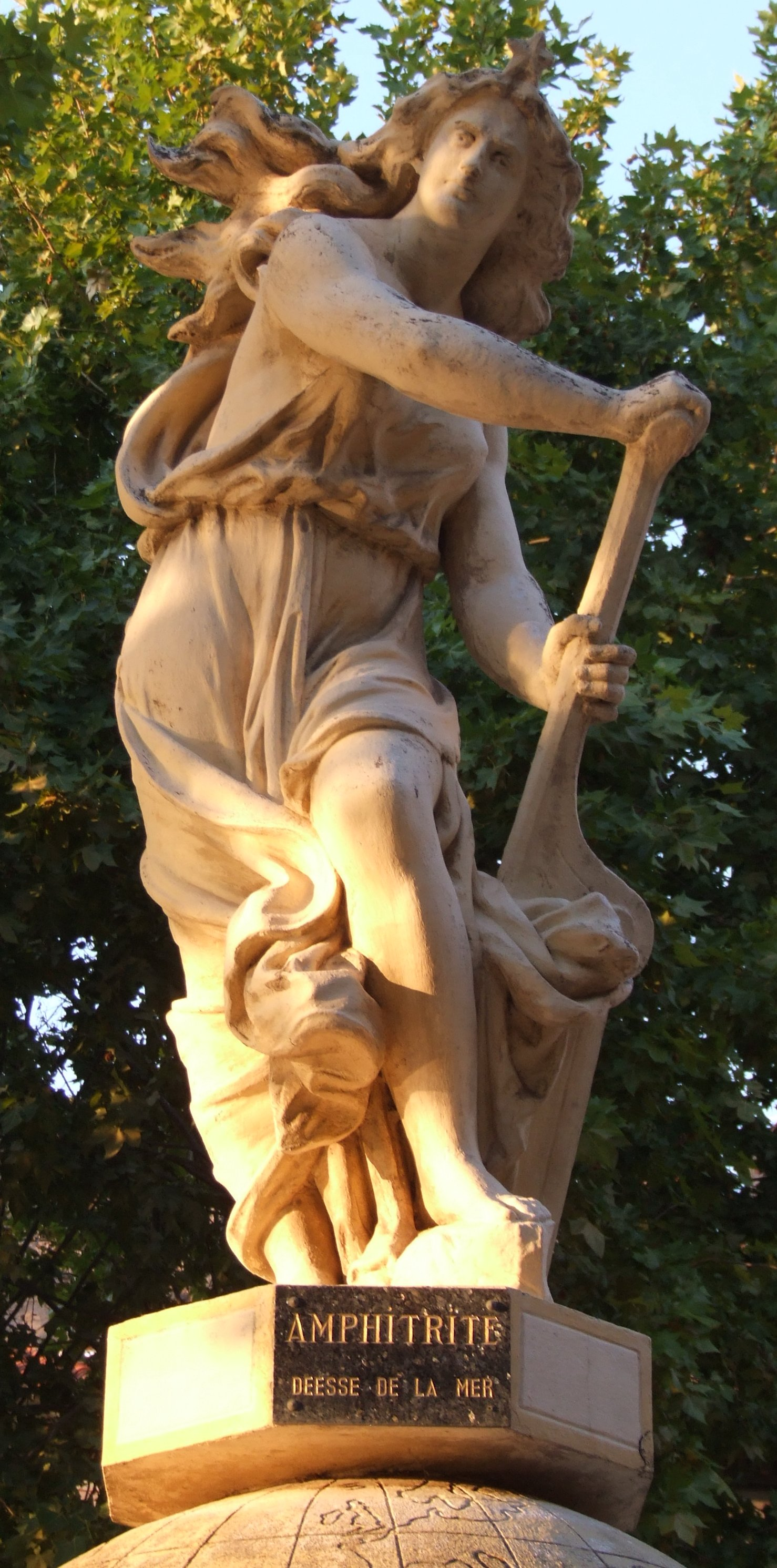
Allegorisch figuur door Léon François Chervet, nu te zien bij Agde als "Amphitrite"

De tentoonstelling was vele malen groter dan alle voorgaande wereldtentoonstellingen. Het totale terrein had een oppervlak van 267.000 vierkante meter, waarvan 219.000 vierkante meter werd ingenomen door het hoofdgebouw van de tentoonstelling: de Champ-de-Mars.
De Franse exposities namen de helft van het terrein in beslag. De rest was verdeeld over andere landen. De exposities van het Verenigd Koninkrijk, Brits-Indië, Canada, Victoria, New South Wales, Queensland, Zuid-Australië, de Kaapkolonie en enkele van de Britse kroonkoloniën namen samen nog eens een derde van het terrein in. Het enige grote land dat niet aanwezig was op de tentoonstelling was Duitsland. Wel werden er een paar Duitse schilderijen getoond. De Amerikaanse expositie werd geleid door een aantal commissarissen, waaronder Pierce M.B. Young, een voormalig lid van het Huis van Afgevaardigden.
Meer dan 13 miljoen mensen betaalden om de tentoonstelling te bezoeken, waarmee de tentoonstelling een financieel succes werd.

## Exposities
De tentoonstelling van schone kunsten en nieuwe machines vond op grote schaal plaats. De Avenue des Nations, een 730 meter lange straat, werd geheel gewijd aan exposities over architectuur uit bijna elk Europees land, en enkele Aziatische, Afrikaanse en Amerikaanse landen. De "Galerij der Machines" was een industriële tentoonstelling van onder andere uitvindingen van Henri de Dion (1828–78). Onder de vele uitvindingen die te zien waren op de tentoonstelling bevond zich ook Alexander Graham Bells telefoon. Thomas Edison presenteerde er de megafoon en fonograaf. Internationale jury’s deelden medailles uit voor de beste exposities. Een Nederlandse uitvinding van Stork, de horizontale compoundstoommachine, werd met goud bekroond.
Op 30 juni werd het voltooide hoofd van het Vrijheidsbeeld tentoongesteld in de tuin van het Trocadéro, terwijl andere stukken te zien waren in de Champ-de-Mars.
Een van de populairste attracties was een etnologische tentoonstelling, later "village nègre" genaamd, waar vierhonderd inheemse mensen werden "tentoongesteld".
De Zwitserse onderneemster Pauline Zimmerli-Bäurlin stelde haar textielwerken tentoon op deze wereldtentoonstelling.

## Bijeenkomsten
Tijdens de tentoonstelling werden er ook een paar bijeenkomsten en conferenties gehouden om tot een overeenstemming te komen over internationale standaarden. Franse schrijver Victor Hugo leidde het congres voor de Bescherming van Literaire Werken. Deze conferentie leidde tot de formulering van de internationale auteursrechtwetten. Andere bijeenkomsten waren bedoeld voor het standaardiseren van de postdiensten tussen verschillende landen, en wereldwijde invoering van het braillesysteem als hulpmiddel voor blinde mensen.

## Deelnemers
- Koninklijke Tapijtfabrieken, Deventer: Gouden Medaille.
- De Fransen Mouchot en Pifre met hun zonnemachine, gouden medaille.

## In fictie
- Enrique Gaspar y Rimbaus roman El Anacronópete begint met een stuk over de tentoonstelling.
- Eoin Colfers roman Airman begint met de geboorte van de protagonist (Conor Broekhart) tijdens de tentoonstelling.
- In deel II van de roman "De Pop" (in het Pools "Lalka") van Boleslaw Prus bezoekt de hoofdpersoon, Stanislaw Wokulski, Parijs tijdens de tentoonstelling.

- Bibliothèque nationale de France: cb12191327k (data)
- Catàleg d'autoritats de noms i títols de Catalunya: 981058523029406706
- Gemeinsame Normdatei: 805476-9
- International Standard Name Identifier: 0000 0001 2301 1405
- Library of Congress Control Number: n86860208
- Nationale Bibliotheek van Israël: 987007310251605171
- LIBRIS: 292154
- SNAC: w6pw18xs
- Système universitaire de documentation: 029240751
- Virtual International Authority File: 167885906